# Richard Dumas
Richard Wayne Dumas (nacido el 19 de mayo de 1969 en Tulsa, Oklahoma, Estados Unidos) es un exjugador de baloncesto profesional estadounidense cuya carrera ha estado marcada por el abuso de sustancias.
Dumas, un alero de 2,01 de la Universidad del Estado de Oklahoma, fue seleccionado en la posición 46 del draft de la NBA de 1991 por los Phoenix Suns pero fue suspendido por incumplir las políticas de la NBA sobre drogas.
Durante la temporada 1991-92, Richie Dumas jugó en Israel, en el Hapoel Holon.
Su campaña de rookie comenzó de forma estelar promediando 15.8 puntos y 4.6 rebotes en 19 partidos durante la temporada 1992-93 de la NBA, ayudando al equipo a alcanzar uno de sus mejores momento con 62 victorias en liga regular y la aparición en las Finales de la NBA.
Aunque Dumas fue expulsado durante toda la siguiente temporada debido a la violación de la política de drogas, volvió en 1995 a los Phoenix Suns, promediando sólo 5.5 puntos en 15 partidos en su última temporada con el equipo. Bajo la influencia de ser un jugador problemático y el que por aquel entonces era el entrenador de los Philadelphia 76ers, John Lucas, Dumas acabó su carrera en la NBA con los 76ers, promediando 6.2 puntos en 39 partidos.
Continuó su carrera en el Gymnastikos S. Larissas en Grecia, además del Westchester Wildfire de la United States Basketball League.
Dumas se retiró del baloncesto en el 2003.